# Vaux-sur-Aure
Vaux-sur-Aure è un comune francese di 332 abitanti situato nel dipartimento del Calvados nella regione della Normandia.

## Società

### Evoluzione demografica
Abitanti censiti